# Гусине (Градизький район)
Гусине — колишнє село на Полтавщині, зняте з обліку на початку 1960-х років у зв'язку із затопленням водами Кременчуцького водосховища.

## З історії
За козаччини входило до Чигирин-Дібровської та пізніше Жовнинської сотні Лубенського полку.
З 1763 року у селі Михайлівська церква.
Зі скасуванням полково-сотенного устрою на Лівобережній Україні Гусине перейшло до Городиського повіту Київського намісництва.
За описом 1787 року в селі проживало 263 душ. Було у володінні військового товариша Ільяшенка Кириловича.
Село є на мапі 1800 року.
Від початку ХІХ ст. Гусине у складі Золотоніського повіту Полтавської губернії. Пізніше також у Лялинській волості цього повіту.
У радянський період в 1920-х роках Гусине входило до Вереміївського району Золотоніського округу Полтавської губернії та пізніше до Жовнинського району Кременчуцького округу.
Станом на 1946 рік Гусине мало власну сільську Раду у складі Градизького району Полтавської області.
За постановою Ради Міністрів УРСР ЦК КПУ від 31 грудня 1955 р., працівники колгоспу «Червоний лан» с. Гусине Градизького р-ну, Полтавської області переселялися до колгоспу ім. XVII партз'їзду с. Копані Білозерського району, Херсонської області. Це мало бути показове переселення у межах програми заселення південних областей України. Закінчилось доволі типово: через слабку організацію і забезпечення, селяни і керівництво району не бажали відправляти людей у південні області.

Усе більш виразними стають контури греблі, яку намиває земснаряд, і насипу залізничної колії. Від села до села простяглися лінії майбутніх електропередач. До невпізнання змінився пейзаж і в заплаві Дніпра, де через роки котитиме свої хвилі Кременчуцьке море. У межах майбутнього моря розташовані 38 населених пунктів Градизького району. Усі вони переносяться на нові місця. Жителі села Гусиного вже поселилися в Херсонській області. Туди ж переїздять колгоспники села Галицького. Та більшість сіл переселяються в межах свого району. Такі великі села, як Вереміївка, Тимченки, Жовнине, Кліщинці, виносяться на гору – на високий берег майбутнього моря. У нових селах рівні широкі вулиці, просторі світлі будинки, як правило, на фундаментах під шиферною покрівлею…. споруджуються водопроводи, підводяться лінії електропередач, радіо. В цілому вже справили новосілля 418 сімей.…}}— Там, де буде Кременчуцьке море. Нові села» / газета «Соціалістична Градижчина», 17 листопада 1957 року
На початку 1960-х років Гусине нетривалий час було у складі Глобинського району у якому і було зняте з обліку.

## Відомі уродженці Гусиного
- Куліш Микола Юхимович — академік АН ВШ України, доктор економічних наук (1989), професор (1990). Заслужений діяч науки і техніки України (1994).